# Hammerheart
Hammerheart es el quinto álbum lanzado por Bathory en 1990. Continuó la transición desde el álbum Blood Fire Death alejándose del black metal para ser reconocido como viking metal, y es considerado el primer álbum del género.

## Lista de canciones
- Todas las canciones escritas por Quorthon

1. "Shores in Flames" – 11:07
2. "Valhalla" – 9:33
3. "Baptised in Fire and Ice" – 7:57
4. "Father to Son" – 6:28
5. "Song to Hall up High" – 2:30
6. "Home of Once Brave" – 6:43
7. "One Rode to Asa Bay" – 10:23
8. "Outro" - 00:52

Lista de canciones en la remasterización de 2003:
1. "Shores in Flames"
2. "Valhalla"
3. "Baptised in Fire and Ice"
4. "Father to Son"
5. "Song to Hall Up High/Home of Once Brave"
6. "One Rode to Asa Bay"
7. "(outro)"

## Diseño artístico
El diseño de la portada y la contraportada pertenecen a la obra de Frank Dicksee, The Funeral of a Viking.

## Créditos
- Quorthon – Guitarra, voz
- Kothaar – Bajo
- Vvornth – Percusión, batería

## Impacto cultural
HammerHeart Brewing Co. es una cervecería ubicada en Lino Lakes, Minnesota, cuyo nombre y marca fueron influenciados por el álbum. Según el cofundador Nathaniel Chapman, "Todos nuestros nombres de cerveza están inspirados en la tradición noruega y queremos mantener esa actitud". Los temas de la cervecería y su cerveza se centran en la mitología nórdica y celta, y el heavy metal.